# 显萼紫堇
显芽紫堇（学名：Corydalis calycosa）也称羽苞穆坪紫堇、显芽紫堇，为罂粟科紫堇属下的一个种。